# Alejo Branas
Alejo Branas o Vranas (en griego: Ἀλέξιος Βρανᾶς, ?-1187) fue un noble bizantino, usurpador fracasado y el último caudillo militar bizantino del siglo XII en obtener victorias destacables frente a un enemigo extranjero.

## Orígenes
Alejo Branas fue un ilustre aristócrata griego que estaba doblemente emparentado con la familia imperial Comneno: era hijo de Miguel Branas y de María Comnena, sobrina nieta de Alejo I Comneno; además, desposó a Ana Vatatzaina, sobrina de Manuel I Comneno. La hermana de Ana, Teodora Vatatzaina, también fue amante de Manuel. La familia Branas había sido importante en la ciudad y la región de Adrianópolis desde mediados del siglo XI. Otra familia poderosa de la ciudad era la de los Vatatzes, con la que Alejo Branas emparentó mediante matrimonio. Un contemporáneo describió a Branas como «pequeño de estatura, pero colosal en la vastedad y en lo tortuoso de su astucia y, con mucho, el mejor general de su tiempo».

## Campañas victoriosas
Branas fue uno de los escasos generales bizantinos principales que nunca se rebeló contra Andrónico I Comneno. Este recompensó su lealtad otorgándole el alto título de protosebasto. Branas dirigió varias campañas victoriosas en nombre del emperador: contra las huestes de Bela III de Hungría en 1183 y contra la rebelión del noroeste de Anatolia acaudillada por Teodoro Cantacuceno, centrada en las ciudades de Nicea, Prusa y Lopadio. Tras la caída de Andrónico I y el advenimiento de Isaac II Ángelo en 1185, Branas logró su mayor triunfo bélico al rechazar la invasión sículo-normanda dirigida por Guillermo II de Sicilia. La victoria en la batalla de Demetritzes fue tan rotunda y decisiva, que acabó con la amenaza normanda al Imperio.

## Rebelión y muerte
Branas despreciaba al nuevo emperador Isaac II Ángelo; esto, sumado a sus victorias militares y a su parentesco con la antigua dinastía imperial de los Comneno, lo animó a aspirar al trono.
En 1187, Branas fue enviado a sofocar la rebelión valaco-búlgara; Nicetas Coniata lo elogió por sus acciones contra los rebeldes. Esta vez, en contraste con la lealtad que había mostrado a Andrónico I, se rebeló; fue proclamado emperador en su ciudad natal de Adrianópolis, donde reunió a sus tropas y obtuvo el respaldo de sus parientes. Avanzó luego sobre Constantinopla, donde sus soldados vencieron al comienzo al ejército que defendía la capital. Sin embargo, no pudo abrir brecha en las murallas, ni sobornar a los defensores, lo que le impidió penetrar en la ciudad. Las tropas imperiales de Conrado de Montferrato, cuñado del emperador, hicieron una salida; las de Branas comenzaron a ceder terreno ante la presión de la infantería pesada enemiga. Branas reaccionó acometiendo personalmente a Conrado, pero el lanzazo que le propinó le hizo poco daño. A continuación, Conrado desmontó a Branas, tras golpearlo con la lanza en el yelmo, a la altura de la mejilla. Una vez en el suelo, Branas fue decapitado por los peones que acompañaban a Conrado. Con su jefe muerto, el ejército rebelde abandonó el campo. La cabeza de Branas fue llevada al palacio imperial, donde fue usada como pelota, y luego expedida a su esposa, Ana, quien (según el historiador Nicetas Coniata) soportó con entereza la impactante visión.

## Vástagos
Probablemente fue después de su muerte cuando su hijo, Teodoro Branas, se hizo amante de la emperatriz viuda Ana (Inés de Francia): estaban juntos en 1193, según el cronista occidental Alberico de Trois-Fontaines. El emperador latino hizo a Teodoro césar y señor hereditario de Adrianópolis. Alejos Branas también tuvo una hija, probablemente llamada Eudocia, que se casó con Isaac Ángelos, hijo del sebastocrátor Juan Ducas.